# エンテベ空港奇襲作戦

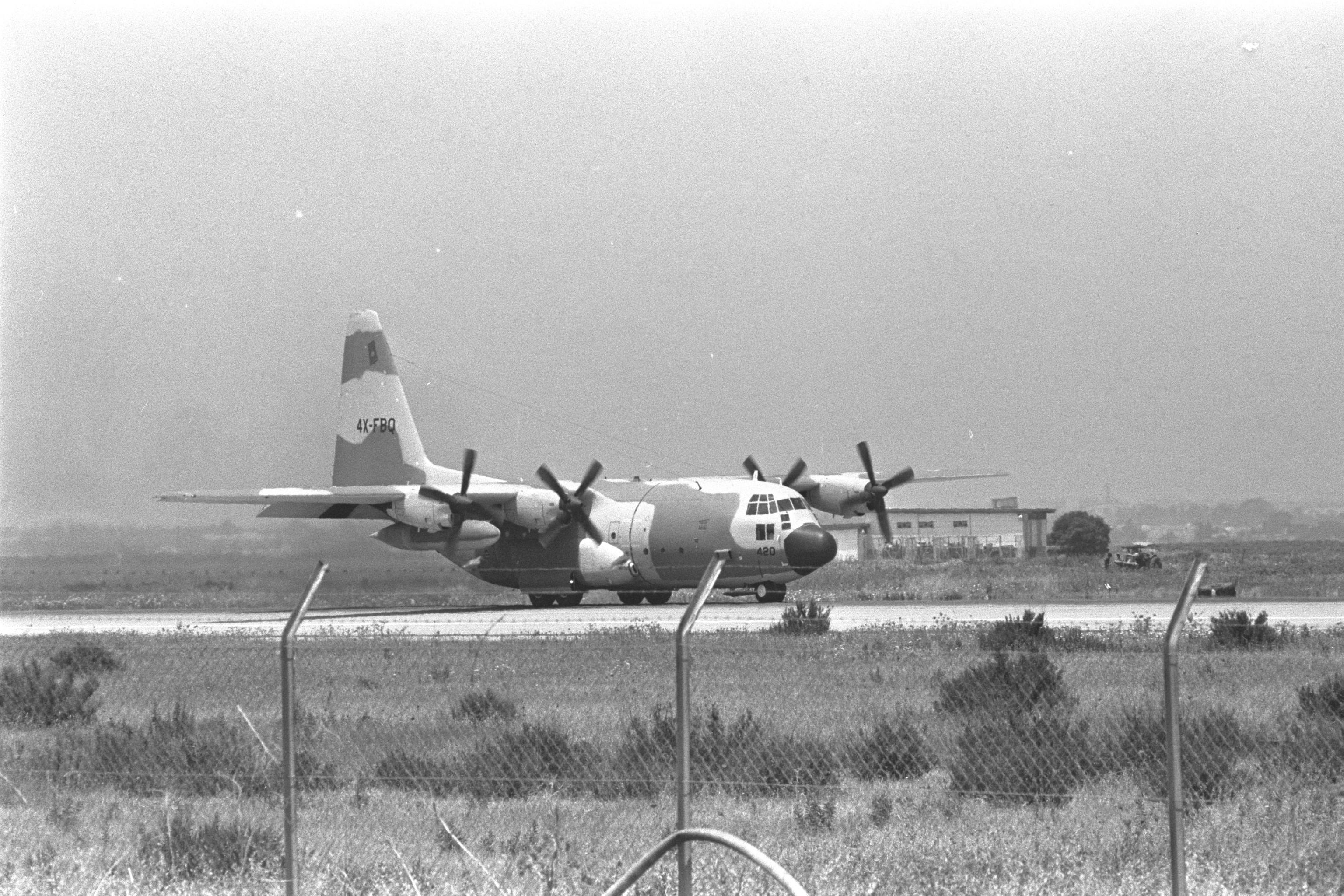
エンテベから帰還した救援機

エンテベ空港奇襲作戦（エンテベくうこうきしゅうさくせん、オペレーション・サンダーボルト、オペレーション・エンテベ）は、1976年6月27日に起きたエールフランス139便ハイジャック事件（通称：エンテベ空港ハイジャック事件）において、イスラエル国防軍が7月3日から4日にかけてウガンダのエンテベ国際空港で実施した人質救出作戦である。
突入部隊の誤射で死んだ3人と、病院に搬送されていた1人を除く乗客102名が解放され、救出作戦では稀に見る成功を収めた。

## ハイジャック経緯

### 発生
1976年6月27日にイスラエルのテルアビブから出航し、給油と乗り継ぎのためギリシャのアテネ国際空港に着陸したフランス、パリ＝シャルル・ド・ゴール空港行きのエールフランス139便（エアバスA300B4-203、機体記号F-BVGG）は、離陸直後に4名のテロリストにハイジャックされた。
ハイジャック犯は「パレスチナ解放人民戦線・外部司令部」（通称PFLP-EO：パレスチナ解放人民戦線の分派）のメンバー2名と西ドイツのテロリストグループ「革命細胞」（Revolutionäre Zellen、略称RZ）のメンバー2名であった。
248人の乗客とミケル・バーコス機長以下12人の乗員を乗せたエールフランス機は、ハイジャック犯の指示に従い、リビアのベンガジにあるベニナ空港で7時間かけて給油とイギリス人の妊婦、身体障害者の人質の解放を行い、その後ウガンダのエンテベ国際空港に強行着陸した。

### 犯人要求

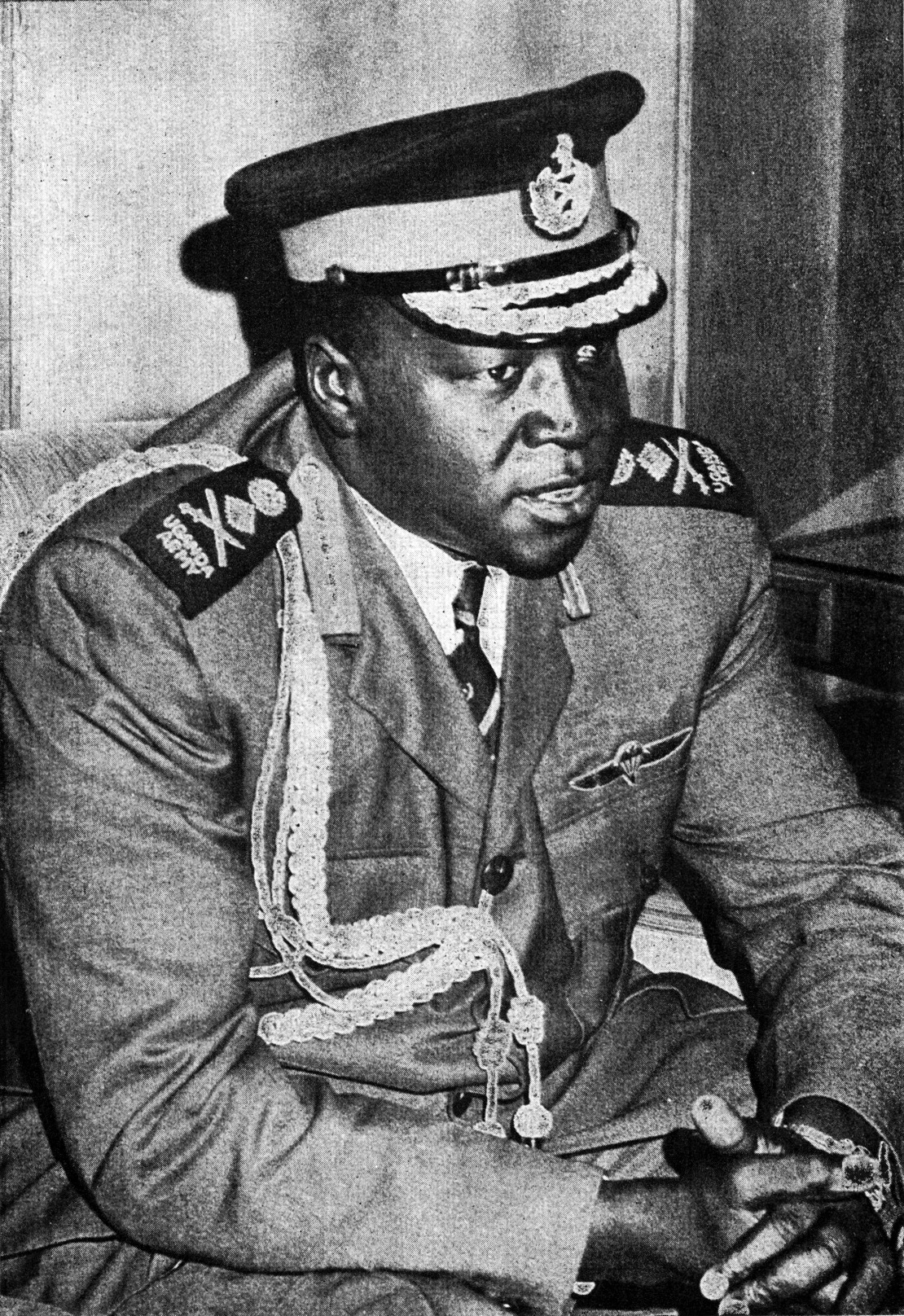
イディ・アミン大統領

エンテベ国際空港に到着した後で、さらに3人のテロリストがウガンダ政府の支援のもとハイジャック機に合流した。彼らを援護したウガンダのイディ・アミン大統領は、かつては親イスラエル派であったものの、イギリスをはじめとする西側諸国との対立や東側諸国とアラブ諸国への接近の中で反イスラエル派に転じていた。
256人の乗客はイスラエル人およびユダヤ人を残し解放された。残された乗客106人はエンテベ国際空港の旧ターミナルビルのトランジット・ホールで人質となった。犯人グループはイスラエルで服役中のテロリスト40名に加えてドイツ・フランス・スイスなどで服役中のテロリストの釈放を要求し「要求が応じられない場合人質を殺害する」として脅迫した。
その後アミン大統領は、自らエンテベ国際空港に出向き人質と会見し「人質の解放に向けてイスラエル政府と交渉を行う」と語り、この光景をテレビカメラに撮らせ世界各国に配信し中立の立場を装った。
その後犯人グループは、ユダヤ人およびイスラエル人以外の乗客を救援のために派遣された別のエールフランス機に乗せることを発表した。139便のミケル・バーコス機長は犯人グループに「人質の安全は自分の責任である」と伝え、人質を残して去りはしないと伝えた。全乗務員は自らの意志でバーコスと行動を共にしエンテベ国際空港に残った。
彼らが後に解放されパリに帰還したとき、バーコスはエールフランスの上司に叱責され職務停止の処分を受けた。しかしその後職務に復帰するとともに、レジオンドヌール勲章が贈られた。また、フランス人の尼僧も解放されることを拒否し人質の身代わりになることを要求したが、彼女はウガンダ兵によってエールフランス機への搭乗を強要された。

### 交渉
イツハク・ラビン首相率いるイスラエル政府は、人質の釈放に向けてアミン大統領への直接交渉を行うのみならず、アメリカやソ連を経由してアミン大統領に交渉を働きかけるなど多数の政治的手段を試みた。
特にイスラエルの退役軍人のバー・レフ将軍は、ウガンダ軍への軍事訓練を通じて、かつて親イスラエル派であったアミン大統領との長年の知己であり、個人的な強い繋がりを持つと考えられた。内閣の要請でレフは人質の釈放を求め電話でアミン大統領と何度も話したが、交渉は難航していた。
その後の交渉の難航とハイジャック犯からの人質殺害の脅しを受けて、人質の家族の多くがイスラエル政府に対しパレスチナ人テロリストの釈放の要求を行うなど国内世論は割れ、実際にラビン首相はパレスチナ人テロリストの釈放の検討を行った。

### 人質解放作戦の検討

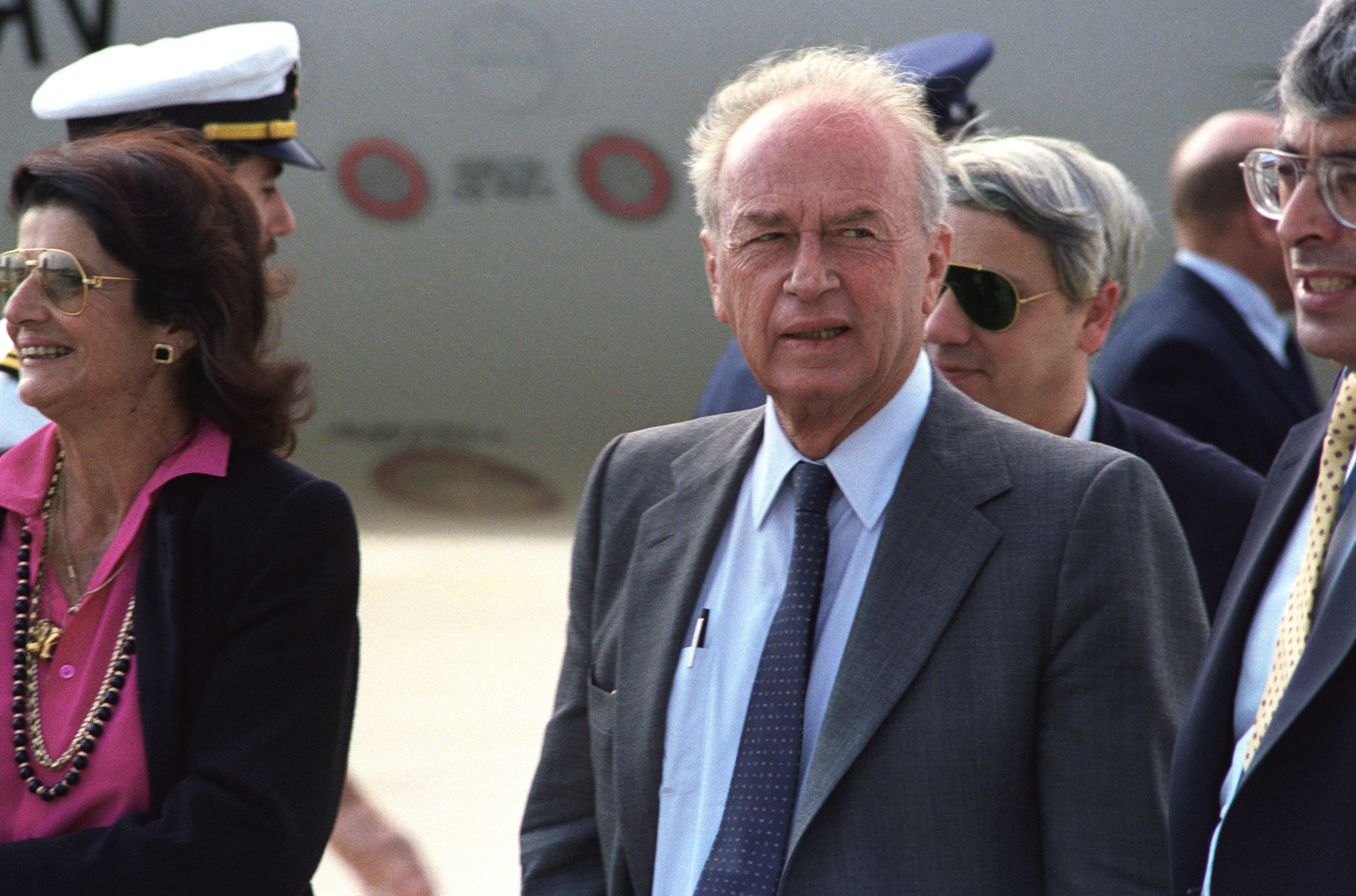
イツハク・ラビン首相

しかしシモン・ペレス国防相は、同時に軍事的手段の実行による解決を模索し、イスラエル国防軍に作戦の検討を指示した。
ただちにイスラエル国防軍は後述のようにエンテベ国際空港の構造やウガンダ軍の配置状況を調べるとともに、解放された人質からテロリストの配置状況の情報収集を行うなど、軍事的手段による人質解放作戦の実施を検討し、それらを元にした綿密な立案の下に、ペレス国防相に対して「軍事的手段の行使による人質の解放が可能である」との報告を出した。
これを受けてラビン首相は軍事的手段による人質解放作戦「オペレーション・サンダーボール（サンダーボルト作戦）」の実施を決意し、イスラエル国防軍の派遣を決定した。なお、事件後に公開された多くの文献が、ペレス国防相を除く当時のイスラエルの内閣は軍事的手段の成功に見込みを持っておらず、パレスチナ人テロリストの釈放準備を整えていたことを示している。

## 作戦経緯

### エンテベへの飛行
7月3日に、4機のイスラエル国防軍のロッキードC-130輸送機とイスラエル国防軍の対テロ特殊部隊サイェレット・マトカル(Sayeret Matkal)のメンバーを含む100名以上のイスラエル兵(サイェレット・マトカル隊員以外は空挺旅団およびゴラニ旅団に所属)が人質解放のために派遣（同時にイスラエル諜報特務庁要員も参加したと考えられている）された。
サウジアラビアなどの敵国上空を避けながら紅海沿岸を飛行し、アフリカ大陸を南下しエンテベに向かった。なお離陸時点では作戦の決行はまだ指示されておらず、エチオピア上空を飛行中（領空侵犯中）に最終的な作戦決行の指令を受けた。
イスラエル国防軍のロッキードC-130輸送機の1号機は、出発から約8時間後、エンテベ時間の夜の1時過ぎに機体後部の貨物扉を開けたまま地上支援無しでエンテベ国際空港に隠密着陸した。なお、地上支援はなかったものの、エンテベ国際空港の滑走路の誘導灯が点灯したままであったことが安全な着陸を助ける結果となった。また、1号機がエンテベ国際空港に到着したのとほぼ同時に、人質解放に備えて医療施設を備えたイスラエル空軍のボーイング707輸送機2機が隣国のケニア、ナイロビのジョモ・ケニヤッタ国際空港に着陸した。
エンテベ国際空港に着陸したロッキードC-130輸送機の1号機の機内には、ウガンダ軍の護衛車両を装ったランドローバーを伴った黒いメルセデス・ベンツ600が持ち込まれ、アミン大統領もしくは他の高官が側近と共に乗り込んでいるように偽装され、着陸後にエンテベ国際空港の旧ターミナルに向かって運転された。なお、このメルセデス・ベンツ600はイスラエルの民間人が所有する車で、襲撃に使用するためアミン大統領の専用車と同じ黒に塗装された。所有者は後日元の白に戻して返却される条件を了承して車を軍に貸し出した。

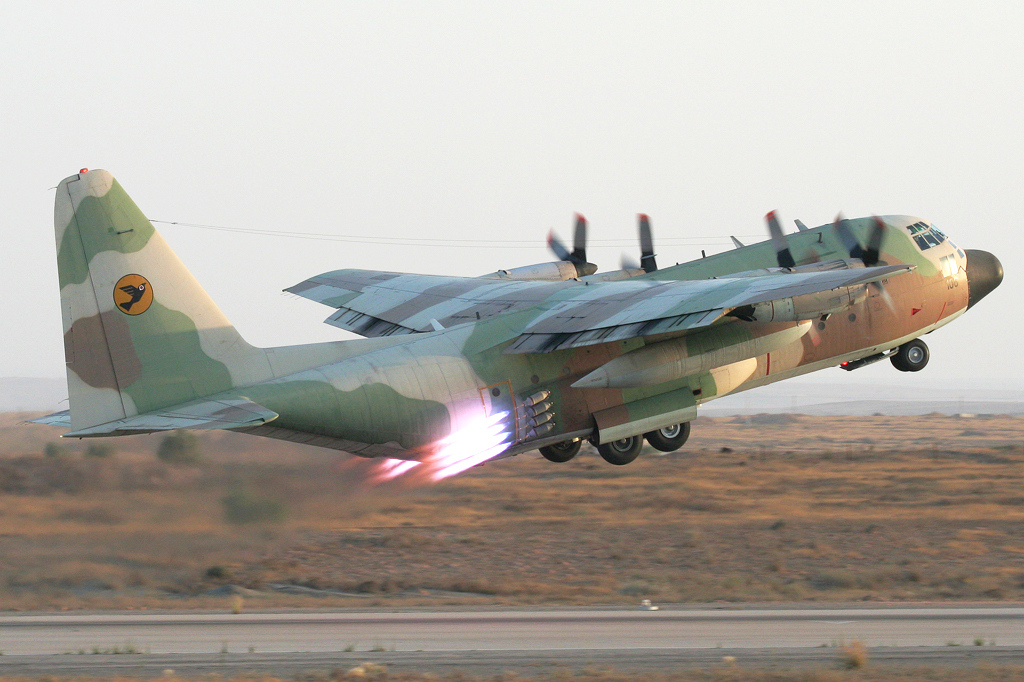
ロッキードC-130輸送機（同型機）
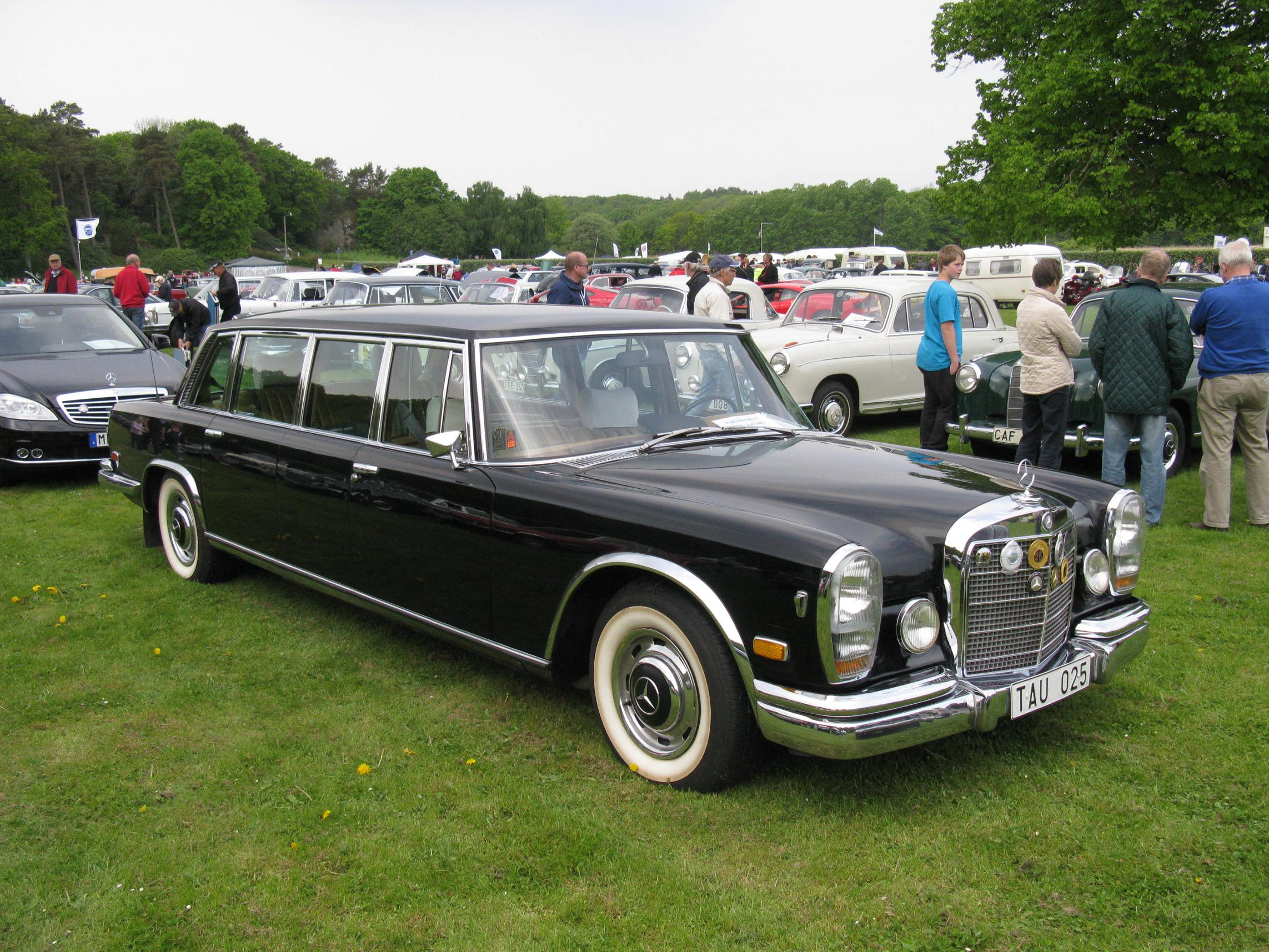
メルセデス・ベンツ600（同型車）
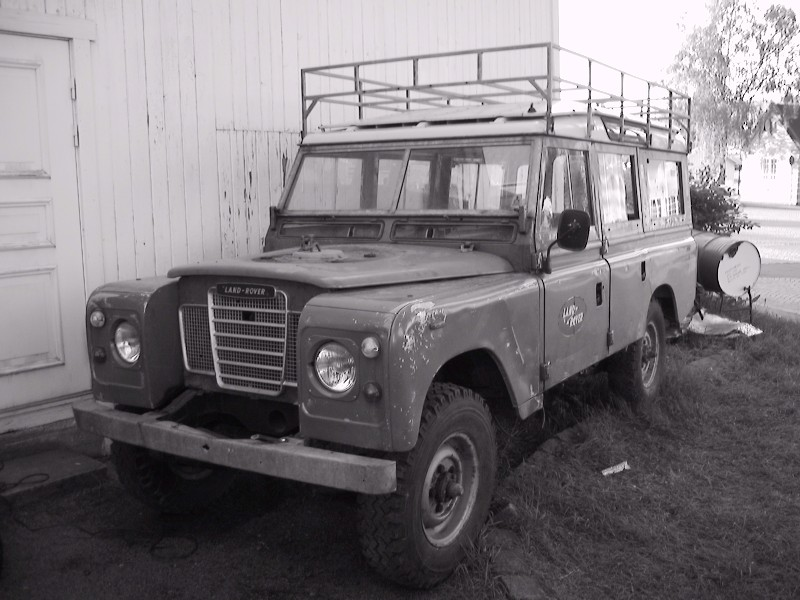
ランドローバー（同型車）

### 攻撃開始

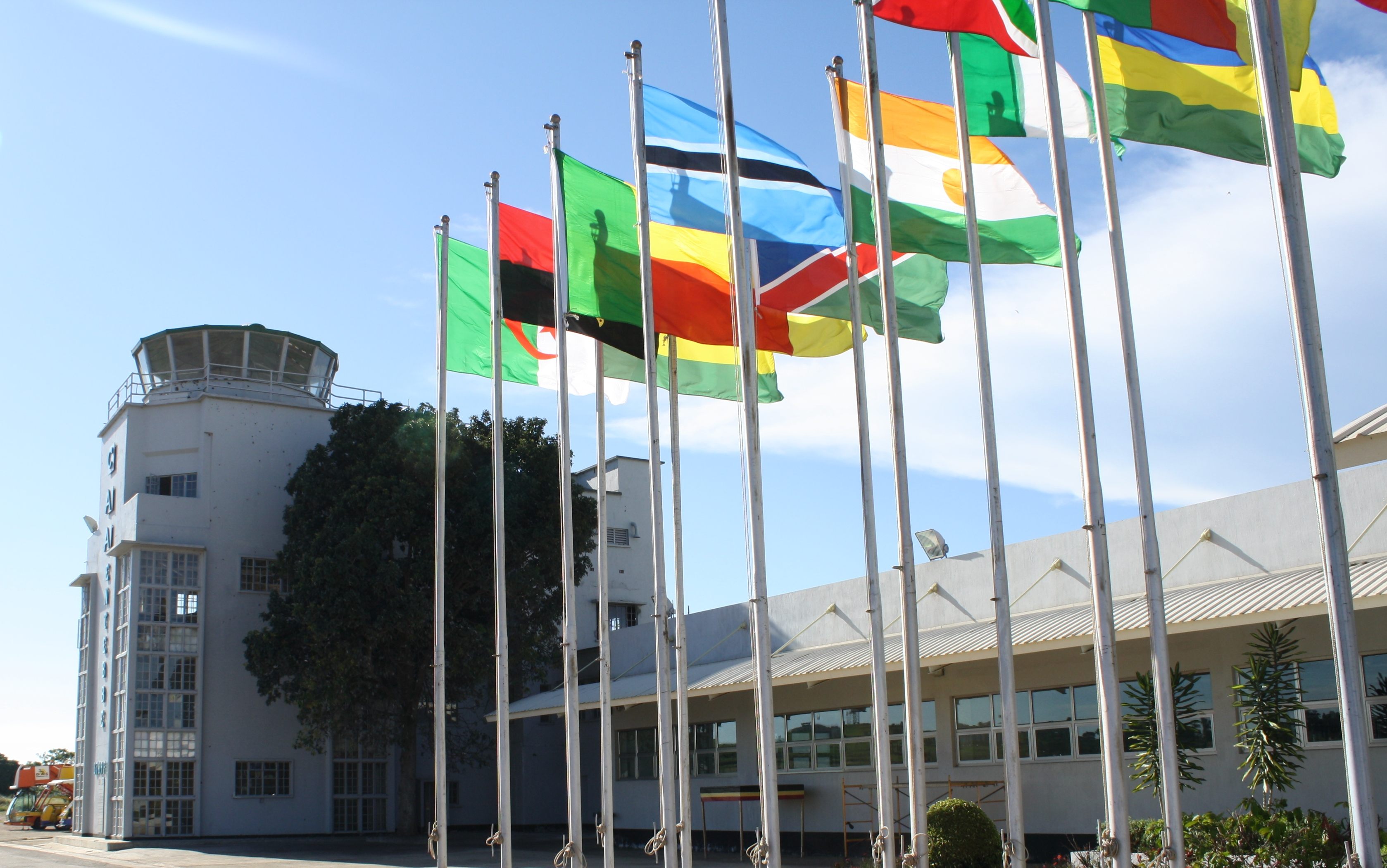
当時の銃痕が残るエンテベ国際空港の管制塔

ランドローバーとメルセデス・ベンツ600は、エプロン上に立つウガンダ兵に気づかれないまま旧ターミナルに進んだものの、エプロン上にいたウガンダ兵が確認と敬礼のためにメルセデス・ベンツ600に近づいた時にイスラエル兵が発砲したが、一撃で倒すことに失敗してしまい、とどめを刺すため複数のイスラエル兵が消音機が付いていない銃を使用したために他のウガンダ兵が襲撃に気付き、ここにイスラエル兵とウガンダ兵との戦闘が開始された。
イスラエル国防軍によるターミナル内のテロリスト及び管制塔内と、エプロン上にいたウガンダ兵に対する攻撃は1号機の着陸後の約3分間で終了し、6名のテロリストが死亡した。尚襲撃前に人質1名が病院搬送のために飛行機から降ろされ（後述）、襲撃の際機内に残されていた人質は105名、そのうち3名が、ヘブライ語による「伏せろ」という指示を聞き取れなかったために、犯人グループと誤認されイスラエル国防軍による誤射で死亡したが、この事を事件解決後暫くの間遺族に対して隠していたことから遺族の怒りを買うことになった。
テロリスト制圧後もウガンダ兵はイスラエル兵に対して攻撃を継続し、残りの3機が到着しないために人数の上で劣勢に立たされている上、人質の保護を同時に行わなければならないイスラエル兵は苦戦したが、戦闘の最中に残りの3機のイスラエル国防軍の輸送機も着陸し、その増援を得たイスラエル国防軍が間もなく空港全域を制圧した。この攻撃の最中に作戦司令官のネタニヤフ中佐（後のイスラエル首相ベンヤミン・ネタニヤフの兄）が死亡し、ウガンダ兵も20人から45名が死亡した。
また、イスラエル国防軍の輸送機に対する追尾をさせないために、ウガンダ軍のMiG-17戦闘機11機（とMiG-19戦闘機2機も破壊されたという文献もある）が駐機場で破壊された。その後ウガンダ軍の増援部隊はエンテベ国際空港に到着しなかった上に、イスラエル国防軍機に対する戦闘機や高射砲、地対空ミサイルなどによる攻撃は行われなかった。攻撃開始からイスラエル軍機の離陸まで53分間であった。

### 人質解放

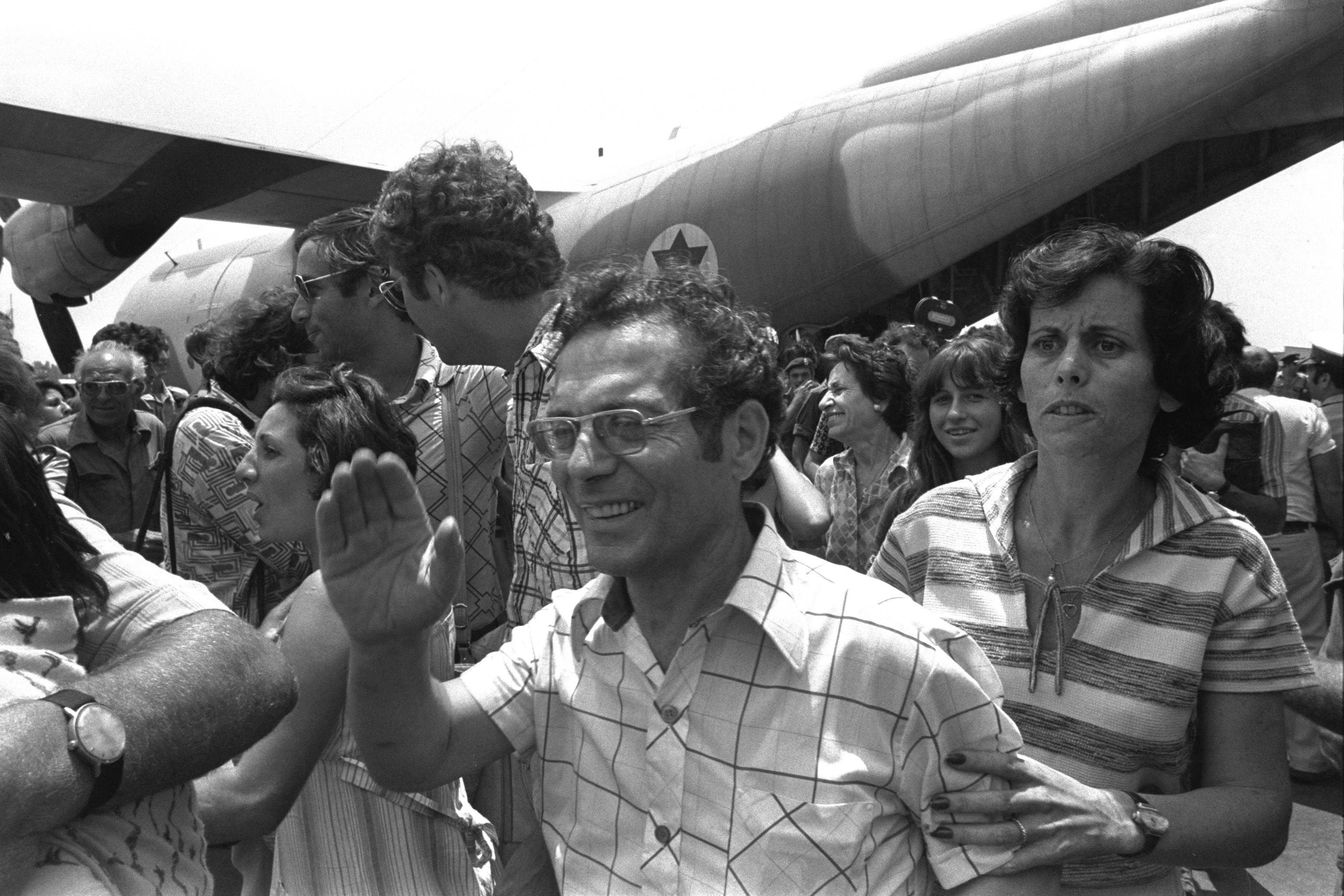
テルアビブに帰還した人質とその家族

救出された人質は、戦闘終了後にイスラエル国防軍のロッキードC-130輸送機によってエンテベ国際空港からナイロビのジョモ・ケニヤッタ国際空港に運ばれ、その後テルアビブのベン・グリオン国際空港に運ばれた。
なお、人質およびイスラエル国防軍部隊がベン・グリオン国際空港に到着し歓迎を受ける風景は映像に収められ、作戦に参加したイスラエル兵の顔が映らないよう細工された上で世界各国に配信された。
この救出作戦を、イスラエル側では「オペレーション・エンテベ」、または「オペレーション・サンダーボール/サンダーボルト」とも呼ばれる。また作戦で唯一戦死したヨナタン・ネタニヤフ中佐に因んで「オペレーション・ヨナタン」とも呼ばれる。

### 人質殺害
人質の多くが生還したものの、イスラエル国防軍の攻撃時に先立ち、イスラエル人の人質ドーラ・ブロッホ（75歳）が呼吸困難のためカンパラ市内の病院に収容されていたが、イスラエル国防軍はそのことを事前に知らなかったために病院に取り残されてしまった。その後イスラエル政府は様々な交渉ルートを通じてアミン大統領にブロッホの解放に向けた交渉を呼びかけたが、事件に激怒したアミン大統領はイスラエルからの交渉を無視し続けた。アミンに追放されたイギリスの高等弁務官が、7月初めに病院でブロッホと面会し、買い物のため外出した後で面会を拒否されたと報告した。ブロッホはイギリス国籍も保持していたため、アミンの対応に反発したイギリスはウガンダと断交した（アミン失脚後の1979年に国交回復）。
1987年4月にウガンダのヘンリー・キエンバ厚生大臣（当時）は「ドーラ・ブロッホがアミン大統領の命令を受けた2人のウガンダ軍将校によって病院のベッドから引きずり出され殺害された」とウガンダの人権委員会に訴えた。なおブロッホが病院から連れ去られる際に、看護婦と警備員がウガンダ軍将校に抗議したが無視された。その後ブロッホは射殺され、ウガンダの諜報機関のナンバープレートが付いた車両のトランクへ投げ込まれた。その後、ブロッホの遺体はタンザニアとウガンダの紛争でアミン政権が打倒された1979年にカンパラの東32キロにある砂糖のプランテーションで発見され、イスラエルへ返還された。
また、アミン大統領はケニアが事件の際にイスラエルに協力したとして、ウガンダ在住の数百人のケニア人の殺害を命じている。

## 作戦評価と事件分析

### 成功の理由

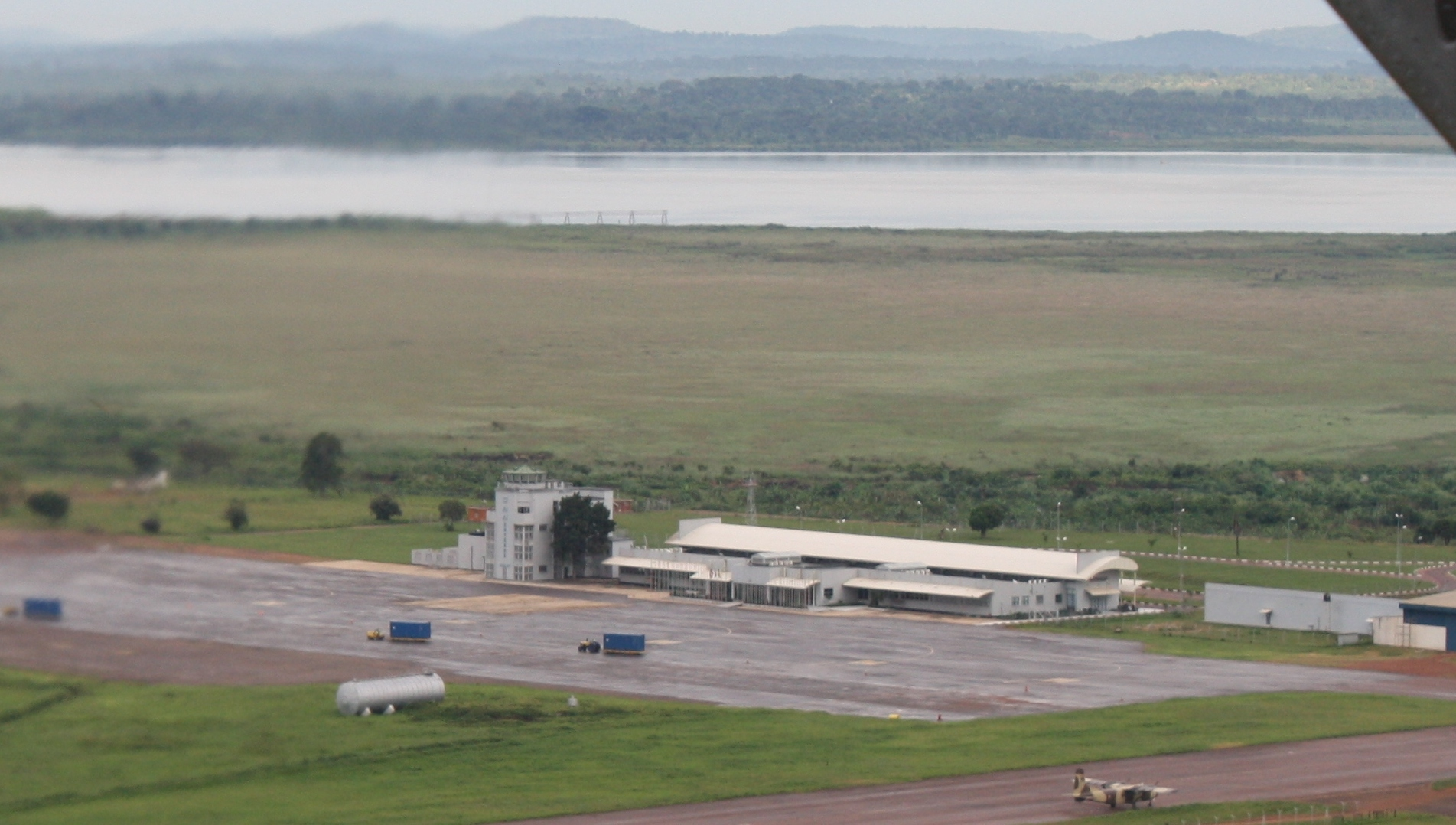
エンテベ国際空港の旅客ターミナルビルと管制塔

イスラエル国防軍の攻撃が成功した理由の一つとして、人質が拘留されていたエンテベ国際空港の空港ターミナルビルがイスラエルの建築会社によって建築されたことが挙げられる。イスラエルの企業がアミンの大統領就任前の1960年代から1970年代にかけてアフリカにおける建設プロジェクトを積極的に受注しており、空港ターミナルの施工会社は建物の図面を保有していたため、その図面をイスラエル政府に提供した。また、解放された人質の多くが建物の内部やテロリストの数、ウガンダ軍の関与および他の多くの重要事項について正確詳細に証言することができたのも攻撃成功の大きな要因である。さらに、モサドは外国機に不具合を偽装させ、エンテベ空港上空を旋回させて最新状況の写真撮影に成功した。
攻撃作戦立案の間、イスラエル国防軍は空港ターミナルビルの部分的な実物大模型を構築した。模型の建設は実際にターミナル施工に従事した作業員が担当した。作業員達はどのような仕事を行うか伝えられずに軍の基地に呼び出された。彼らは軍の指揮官と共に夕食を取り、国家安全保障のため模型建設後数日間は基地からの外出を認めないことが伝えられた。作戦行動中は非常に高度な機密保持が行われた。

### 主権侵害
ウガンダ政府は後に「主権を侵害された」としてイスラエル国防軍の攻撃に対する非難を行い、国際連合安全保障理事会の招集を要求した。しかし、アミン政権がハイジャック行為を積極的に支援していたという背景があることなどから、安全保障理事会は最終的にこの問題に対するいかなる決議をも下すことを拒絶した。またこれにより国家防衛と自国民保護における国の主権を強化する国際法上の重要な先例を確立した。

### 事件陰謀説
イスラエルの各メディアは、2007年6月1日にBBCが発表したイギリス政府公式文書の内容を報道した。それらによると、エンテベ事件そのものがイスラエルの秘密警察「シャバック」により政治的意図を持って"誘導された"という。具体的には当時パレスチナ解放機構がアメリカ合衆国に接近する可能性があり、それを挫く政治的効果を狙ったものとされた
。

## 本作戦を描いた作品

### 小説
- 『エンテベの90分―奇跡の人質救出作戦』（1976年、サンケイ出版）
ウィリアム・スティブンソン著、北詰洋一訳
- 『勇者 還らず』（1987年、集英社）のち文庫
落合信彦著
主人公が本作戦に参加した元イスラエル国防軍隊員であり、作戦シーンがある。

### 映画
エンテベ事件は4度映画化された。2本はオールスター・キャストのアメリカのテレビ映画であり、1本はイスラエル映画である。また大統領時のアミンを描いた『ラストキング・オブ・スコットランド』ではクライマックスのシチュエーションのモデルとなっている。
- 『エンテベの勝利』 - Victory At Entebbe（1976年）
製作国 アメリカ
監督：マーヴィン・J・チョムスキー　原作：『エンテベの90分―奇跡の人質救出作戦』　出演：カーク・ダグラス、リチャード・ドレイファス、エリザベス・テイラー、バート・ランカスター、アンソニー・ホプキンス、ヘレン・ヘイズ、ヘルムート・バーガー
- 『特攻サンダーボルト作戦』 - Raid on Entebbe（1976年）
製作国 アメリカ
監督：アーヴィン・カーシュナー　出演：ピーター・フィンチ、ヤフェット・コットー、チャールズ・ブロンソン、マーティン・バルサム、ホルスト・ブッフホルツ、ジャック・ウォーデン、ジョン・サクソン、ジェームズ・ウッズ
- 『サンダーボルト救出作戦』 - Mivtsa Yonatan, Operation Thunderbolt（1977年）
製作国 イスラエル
監督：メナヘム・ゴーラン　出演：クラウス・キンスキー、シビル・ダニング
- 『エンテベ空港の7日間』 - 7 Days in Entebbe（2018年）
製作国 イギリス・アメリカ
監督：ジョゼ・パジーリャ　出演：ダニエル・ブリュール、ロザムンド・パイク